# تیمارستان آرکهام
تیمارستان الیزابت آرکهام برای بیماران روانی مجرم (به انگلیسی: Elizabeth Arkham Asylum for the Criminally Insane) که معمولاً تیمارستان آرکهام (به انگلیسی: Arkham Asylum)، یک بیمارستان روان‌پزشکی خیالی در دنیای دی‌سی کامیکس است که معمولاً در داستان‌های بتمن ظاهر می‌شود و اکثر جنایتکاران روانی که توسط بتمن دستگیر می‌شوند به این بیمارستان منتقل می‌شوند از معروفترین آن‌ها می‌توان به جوکر، دوچهره، ریدلر و بلک ماسک اشاره کرد. نام این تیمارستان از آرکهام، ماساچوست گرفته شده‌است، که شهری خیالی در یکی از داستان‌های کوتاه ترسناک اچ پی لاوکرفت است. بنیان‌گذار آن فردی به نام آمادئوس آرکهام بوده‌است، و زمانی که همسر و فرزند وی توسط یک بیمار روانی کشته می‌شوند محل خانه که در بیرون شهر گاتهام سیتی قرار داشت و متعلق به مادرش —الیزابت— بود به زندانی کردن اینگونه جنایتکاران اختصاص یافت.